# Ahaetulla prasina
Ahaetulla prasina är en ormart som beskrevs av Boie 1827. Ahaetulla prasina ingår i släktet Ahaetulla och familjen snokar. IUCN kategoriserar arten globalt som livskraftig.
Arten förekommer från östra Indien och södra Kina till Filippinerna, Sulawesi och till några mindre öar i regionen. Habitatet utgörs av olika slags skogar, buskskogar och kulturlandskap. Ormen är aktiv på dagen och den klättrar främst i den låga växtligheten. I bergstrakter når arten 1300 meter över havet.

## Underarter
Arten delas in i följande underarter:
- A. p. prasina
- A. p. medioxima
- A. p. preocularis
- A. p. suluensis

## Bildgalleri

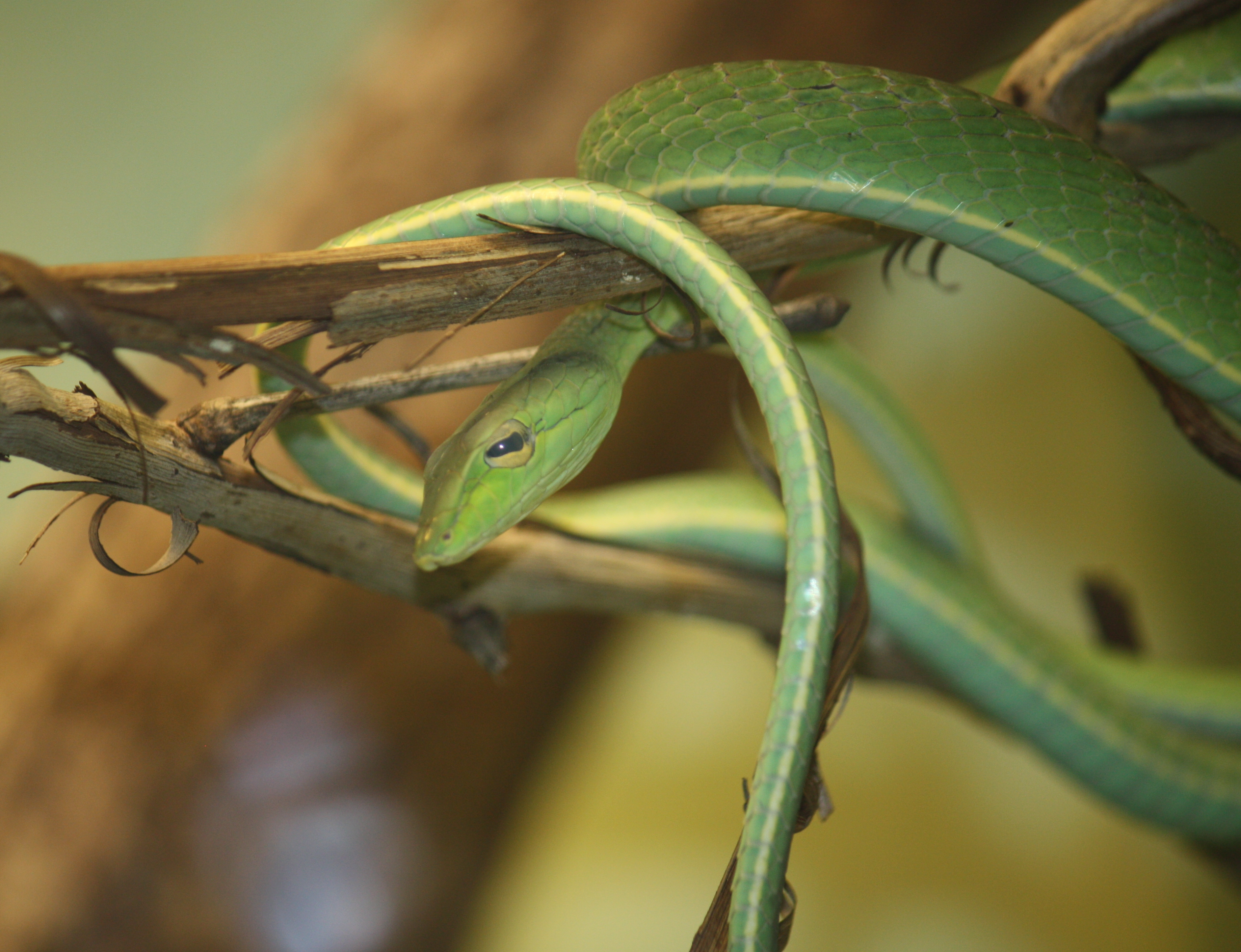
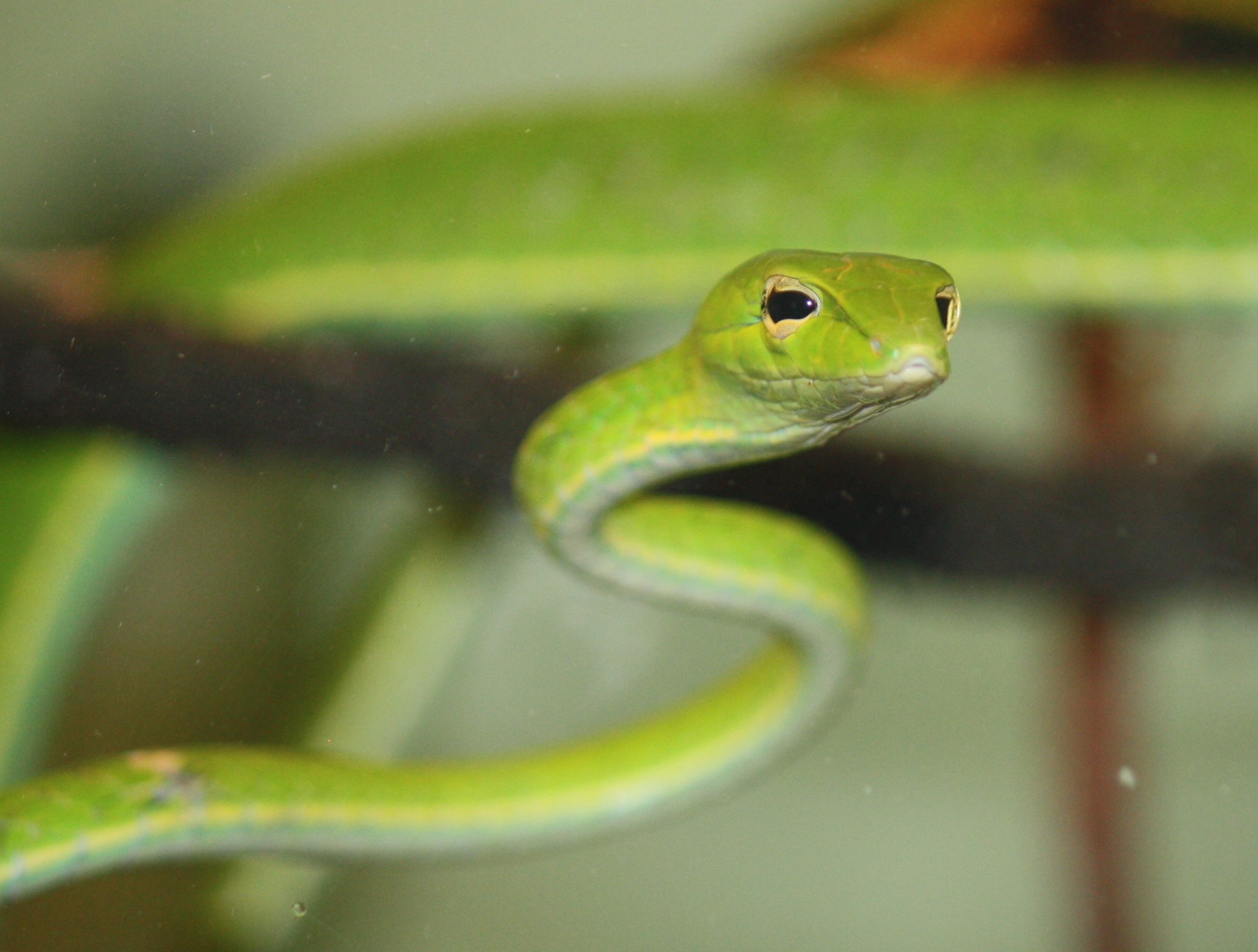
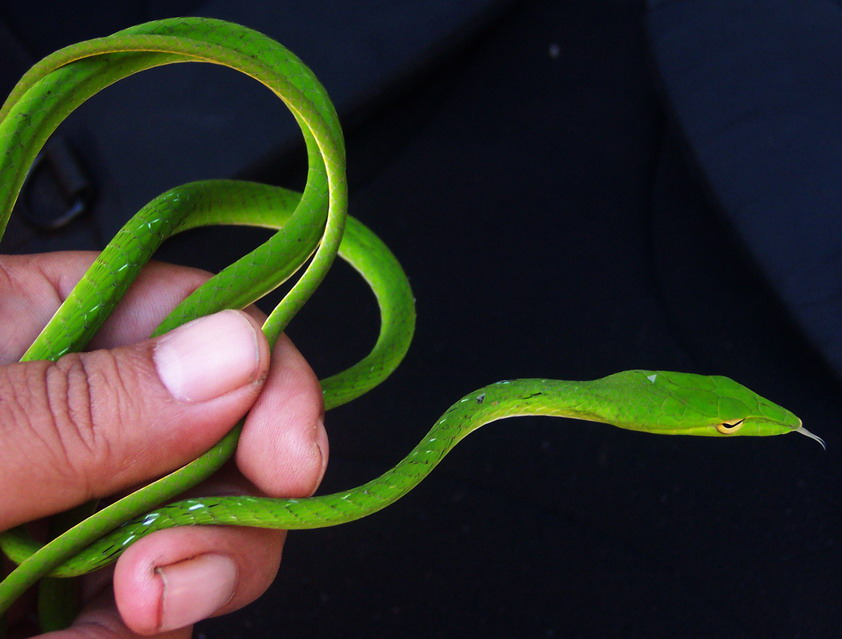
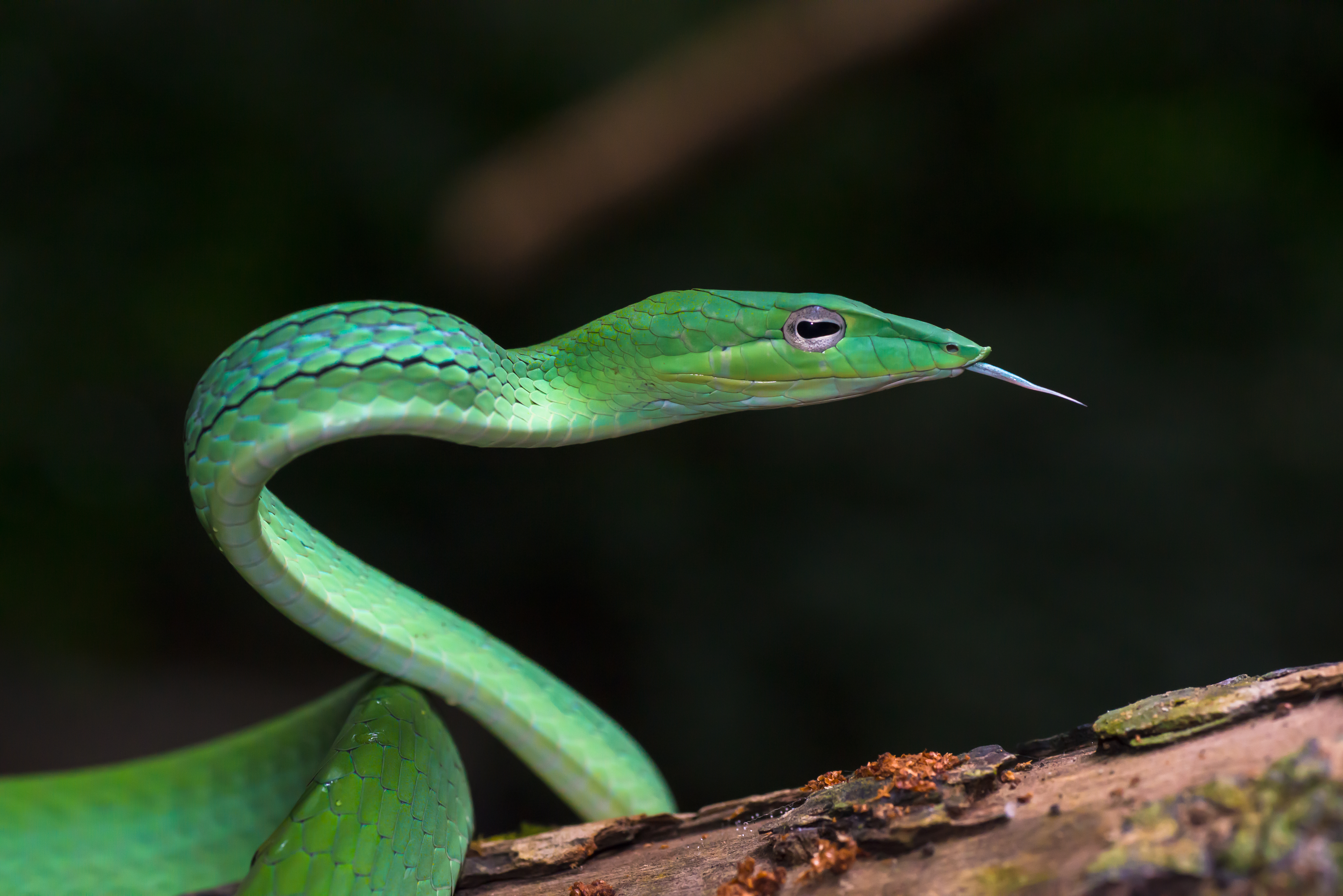
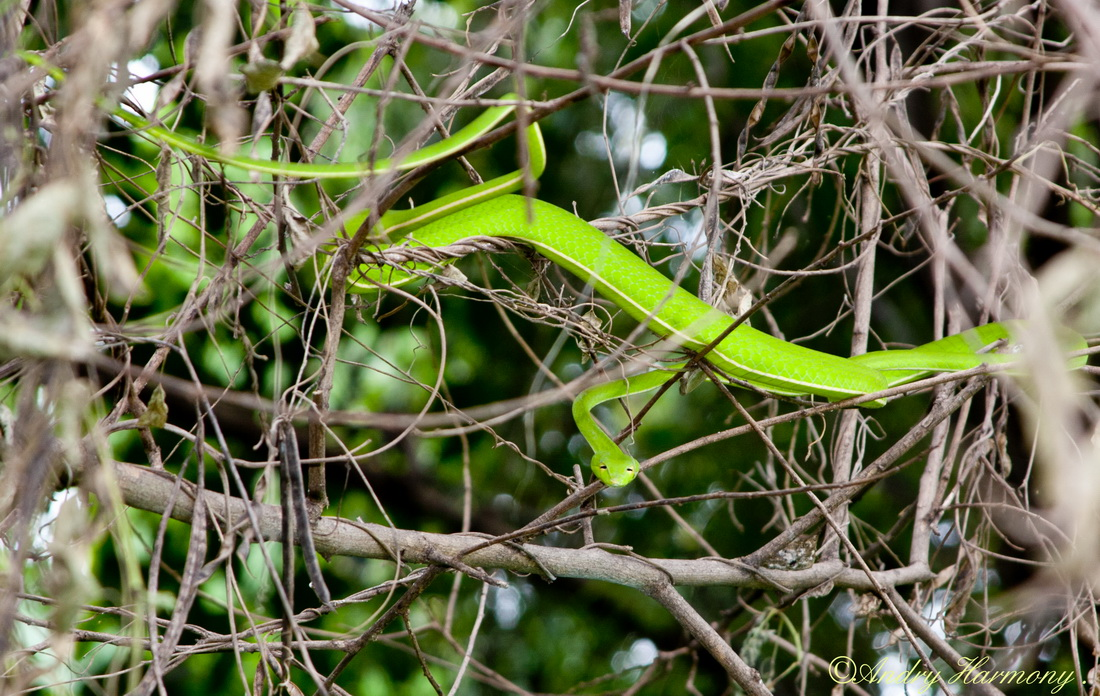
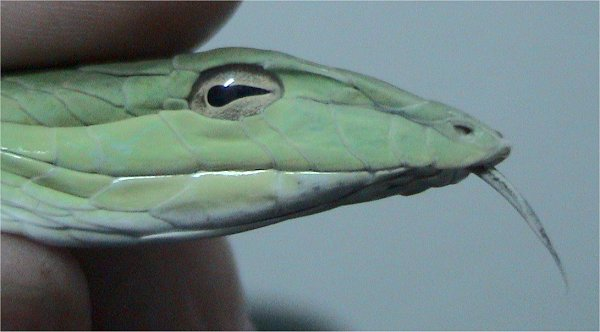